# Esgrima nos Jogos Olímpicos de Verão da Juventude de 2014
A esgrima nos Jogos Olímpicos de Verão da Juventude de 2014 realizou-se entre 17 e 20 de Agosto no Centro Internacional de Exposições de Nanquim em Nanquim, China.

## Qualificação
Cada Comitê Olímpico Nacional (CON) pôde participar com seis atletas, três por cada gênero e um por cada arma. Os Campeonatos Mundiias de Cadetes de 2014 de Plovdiv (Bulgária) decidiram 60 vagas. Os quatro melhores europeus, dois melhores americanos, dois melhores da Ásia/Oceania e os melhores esgrimistas africanos de cada evento qualificaram-se. Além disso, havia vagas reservadas para os dois melhores atletas que não se classificaram em cada continente em todos os eventos , também se apuraram. A China teve direito ao máximo de vagas mesmo se não se qualificassem, mas abdicou dos lugares. Outros 12, seis de cada gênero, foram distribuídos pela Comissão Tripartida, mas apenas nove foram usados.
Para poderem participar nas Olimpíadas da Juventude, os atletas devem ter nascido entre 1 de Janeiro de 1997 e 31 de Dezembro de 1999.
| CON                | Rapazes | Rapazes | Rapazes | Moças  | Moças   | Moças | Total |
| CON                | Espada  | Florete | Sabre   | Espada | Florete | Sabre | Total |
| ------------------ | ------- | ------- | ------- | ------ | ------- | ----- | ----- |
| GER Alemanha       | X       | X       |         |        |         |       | 2     |
| ALG Argélia        |         | X       |         |        |         | X     | 2     |
| ARG Argentina      |         |         | X       |        |         |       | 1     |
| AUS Austrália      |         | X       |         |        |         |       | 1     |
| BOL Bolívia        |         |         |         |        | X       |       | 1     |
| BRA Brasil         |         | X       |         |        | X       |       | 2     |
| BRU Brunei         |         |         | X       |        |         |       | 1     |
| CAN Canadá         | X       |         |         |        | X       |       | 2     |
| KAZ Cazaquistão    |         |         | X       |        |         |       | 1     |
| CHN China          |         | X       | X       |        | X       |       | 3     |
| CRO Croácia        |         | X       |         |        |         |       | 1     |
| KOR Coreia do Sul  | X       | X       | X       | X      |         | X     | 5     |
| EGY Egito          | X       |         | X       | X      | X       |       | 4     |
| SYR Síria          | X       |         |         |        |         |       | 1     |
| USA Estados Unidos | X       | X       | X       | X      | X       |       | 5     |
| GEO Geórgia        |         |         | X       |        |         |       | 1     |
| GRE Grécia         |         |         | X       |        | X       | X     | 3     |
| HKG Hong Kong      | X       | X       |         |        | X       |       | 3     |
| HUN Hungria        | X       |         |         | X      | X       | X     | 4     |
| IRQ Iraque         |         |         | X       |        |         |       | 1     |
| ITA Itália         | X       | X       |         | X      | X       | X     | 5     |
| JAM Jamaica        |         |         |         | X      |         |       | 1     |
| JPN Japão          |         |         |         | X      | X       | X     | 3     |
| JOR Jordânia       |         |         |         | X      |         |       | 1     |
| KUW Kuwait         |         |         | X       |        |         |       | 1     |
| LIB Líbano         |         | X       |         |        |         |       | 1     |
| MEX México         |         |         |         |        |         | X     | 1     |
| NZL Nova Zelândia  | X       |         |         |        |         |       | 1     |
| NIG Níger          | X       |         |         |        |         |       | 1     |
| POL Polônia        |         | X       |         | X      | X       | X     | 4     |
| PUR Porto Rico     |         |         |         |        |         | X     | 1     |
| ROU Romênia        |         |         | X       |        |         |       | 1     |
| RUS Rússia         | X       |         | X       |        | X       | X     | 4     |
| SEN Senegal        |         |         |         |        |         | X     | 1     |
| SYR Síria          | X       |         |         |        |         |       | 1     |
| SWE Suécia         | X       |         |         | X      |         |       | 2     |
| TOG Togo           |         |         |         |        |         | X     | 1     |
| TUN Tunísia        |         |         | X       |        |         |       | 1     |
| TUR Turquia        |         |         |         |        |         | X     | 1     |
| UKR Ucrânia        |         |         |         | X      |         |       | 1     |
| 40 CONs            | 13      | 13      | 14      | 11     | 14      | 13    | 78    |

## Calendário
O calendário foi publicado pelo Comitê Organizador dos Jogos Olímpicos da Juventude de Nanquim.
Todos os horários são pela hora padrão chinesa  (UTC+8).
| Data         | Dia da semana | Hora de início | Evento            |
| ------------ | ------------- | -------------- | ----------------- |
| 17 de Agosto | Domingo       | 09:30          | Florete (Moças)   |
| 17 de Agosto | Domingo       | 13:15          | Sabre (Rapazes)   |
| 18 de Agosto | 2ª Feira      | 09:30          | Espada (Moças)    |
| 18 de Agosto | 2ª Feira      | 13:15          | Espada (Rapazes)  |
| 19 de Agosto | 3ª Feira      | 09:30          | Florete (Rapazes) |
| 19 de Agosto | 3ª Feira      | 13:15          | Sabre (Moças)     |
| 20 de Agosto | 4ª Feira      | 09:30          | Equipes mistas    |

## Sumário de medalhas

### Tabela de medalhas
| Ordem | País                       | Medalha de ouro | Medalha de prata | Medalha de bronze |    | Ordem por total |
| ----- | -------------------------- | --------------- | ---------------- | ----------------- | -- | --------------- |
| 1     | RUS Rússia                 | 2               |                  | 1                 | 3  | 1               |
| 2     | KOR Coreia do Sul          | 1               | 1                |                   | 2  | 2               |
| –     | IOC Equipes internacionais | 1               | 1                | 1                 | 3  | –               |
| 3     | HUN Hungria                | 1               |                  | 1                 | 2  | 2               |
| 4     | USA Estados Unidos         | 1               |                  |                   | 1  | 3               |
| 4     | POL Polônia                | 1               |                  |                   | 1  | 3               |
| 6     | ITA Itália                 |                 | 2                |                   | 2  | 2               |
| 7     | SWE Suécia                 |                 | 1                | 1                 | 2  | 2               |
| 8     | HKG Hong Kong              |                 | 1                |                   | 1  | 3               |
| 8     | JPN Japão                  |                 | 1                |                   | 1  | 3               |
| 10    | CHN China                  |                 |                  | 2                 | 2  | 2               |
| 11    | FRA França                 |                 |                  | 1                 | 1  | 3               |
| TOTAL | TOTAL                      | 7               | 7                | 7                 | 14 |                 |

### Rapazes
| Evento           | Ouro                    | Prata                   | Bronze              |
| ---------------- | ----------------------- | ----------------------- | ------------------- |
| Espada detalhes  | HUN Patrik Esztergályos | SWE Linus Islas Flygare | RUS Ivan Limarev    |
| Florete detalhes | POL Andrzej Rządkowski  | HKG Choi Chun Yin Ryan  | FRA Enguerand Roger |
| Sabre detalhes   | RUS Ivan Ilin           | KOR Kim Dong-ju         | CHN Yan Yinghui     |

### Moças
| Evento           | Ouro                   | Prata                  | Bronze            |
| ---------------- | ---------------------- | ---------------------- | ----------------- |
| Espada detalhes  | KOR Lee Sin-hee        | ITA Eleonora de Marchi | SWE Åsa Linde     |
| Florete detalhes | USA Sabrina Missialias | JPN Karin Miyawaki     | CHN Huang Ali     |
| Sabre detalhes   | RUS Alina Moseyko      | ITA Chiara Crovari     | HUN Petra Záhonyi |

### Equipas mistas
| Evento                  | Ouro | Prata | Bronze |
| ----------------------- | --- | --- | --- |
| Equipas mistas detalhes | IOC Equipes internacionais Equipa Ásia-Oceânia 1 HKG Chien Kei Hsu Albert HKG Choi Chun Yin Ryan JPN Misaki Emura KOR Kim Dong-ju KOR Lee Sin-hee JPN Karin Miyawaki | IOC Equipes internacionais Equipa Europa 1 HUN Patrik Esztergályos RUS Marta Martyanova RUS Ivan Ilin ITA Eleonora De Marchi POL Andrzej Rządkowski RUS Alina Moseyko | IOC Equipes internacionais Equipa Europa 2 FRA Enguerand Roger GRE Marios Giakoumatos ITA Chiara Crovari POL Anna Szymczak SWE Linus Islas Flygare SWE Åsa Linde |